# 河北事件
河北事件可以指兩件於1935年5月影響中日關係的事件，是當年華北事變的一部分。一指初於天津日租界《国权报》社长胡恩溥和《振报》社长白逾桓相继被刺杀的事件；另外又指滿洲國圍剿境內親共武裝孫永勤部隊。本條目專述報社社長被刺殺的事件。
1935年5月2日、3日，国权报社社长胡恩溥、振报社长白逾桓先后被暗杀。由于胡白两人是著名亲日派，日本支那驻屯军参谋长酒井隆与驻华使馆武官高桥坦约见国民党军委会华北分会代理委员长何应钦，称此案“系中国排外之举动，若中国政府不加以注意改善，则日方将采取自卫行动”。然后并指挥驻支那驻屯军天津部隊在河北省政府门前武装示威和巷战演习。时任河北省主席于学忠，天津市长张廷谔。
5月31日，中华民国国民政府电令何应钦谈判。6月4日，何应钦与支那驻屯军司令官梅津美治郎谈判。6月11日梅津就华北问题提出备忘录，7月6日何应钦复函全部承认日方要求，实际形成《何梅协定》。按协议规定，国民革命军从河北撤退，国民党部撤出河北省；禁止河北省内的一切反日活动。《何梅协定》同6月27日签订的《秦土协定》，实际使日本取得了对河北和察哈尔省的控制权。 
胡、白暗杀事件真相，至今未见准确的结论。日本人秦郁彥所著《日中战争史》中记载：据天津日本驻屯军参谋石井嘉穗的回忆，白逾桓被暗杀，实出酒井之嗾使，以便挑起事端，由日本租界裡的青帮分子下手。胡思溥被暗杀情形与白逾桓大体相同。